# ميكائيل تافاريس
ميكائيل تافاريس (بالفرنسية: Mickaël Tavares)‏ هو لاعب كرة قدم سنغالي يلعب حاليا لصالح نادي الدرجة الأولى الألماني نورمبرغ منذ 2010 في مركز الوسط المحوري.

## روابط خارجية
- ميكائيل تافاريس على موقع رابطة كرة القدم الفرنسية للمحترفين (الإنجليزية)
- ميكائيل تافاريس على موقع قاعدة بيانات كرة القدم.إي يو (الإنجليزية)
- ميكائيل تافاريس على موقع بيانات كرة القدم. دي إي (الألمانية)
- ميكائيل تافاريس على موقع ليكيب (الفرنسية)
- ميكائيل تافاريس على موقع ناشيونال فوتبول تيمز (الإنجليزية)
- ميكائيل تافاريس على موقع Soccerbase.com (لاعب) (الإنجليزية)
- ميكائيل تافاريس على موقع Soccerway.com (الإنجليزية)
- ميكائيل تافاريس على موقع عالم كرة القدم.نت (الإنجليزية)
- ميكائيل تافاريس على موقع AS.com (الإسبانية)